# Al-Qadisya
Al-Qadisya (Arabisch: نادي القادسية) is een voetbalclub uit Khobar in Saoedi-Arabië. De club werd opgericht in 1967 en promoveerde in het seizoen 2023/24 naar de Saudi Professional League.

## Erelijst
| Nationaal                           |    |      |
| Crown Prince Cup                    | 1x | 1992 |
| Saudi Federation Cup                | 1x | 1994 |
| Aziatische beker voor bekerwinnaars | 1x | 1994 |

## Bekende (ex-)spelers
- Christopher Bonsu Baah
- Koen Casteels
- Mbaye Diagne
- Nacho
- Joel Robles